# Léonard Jarraud

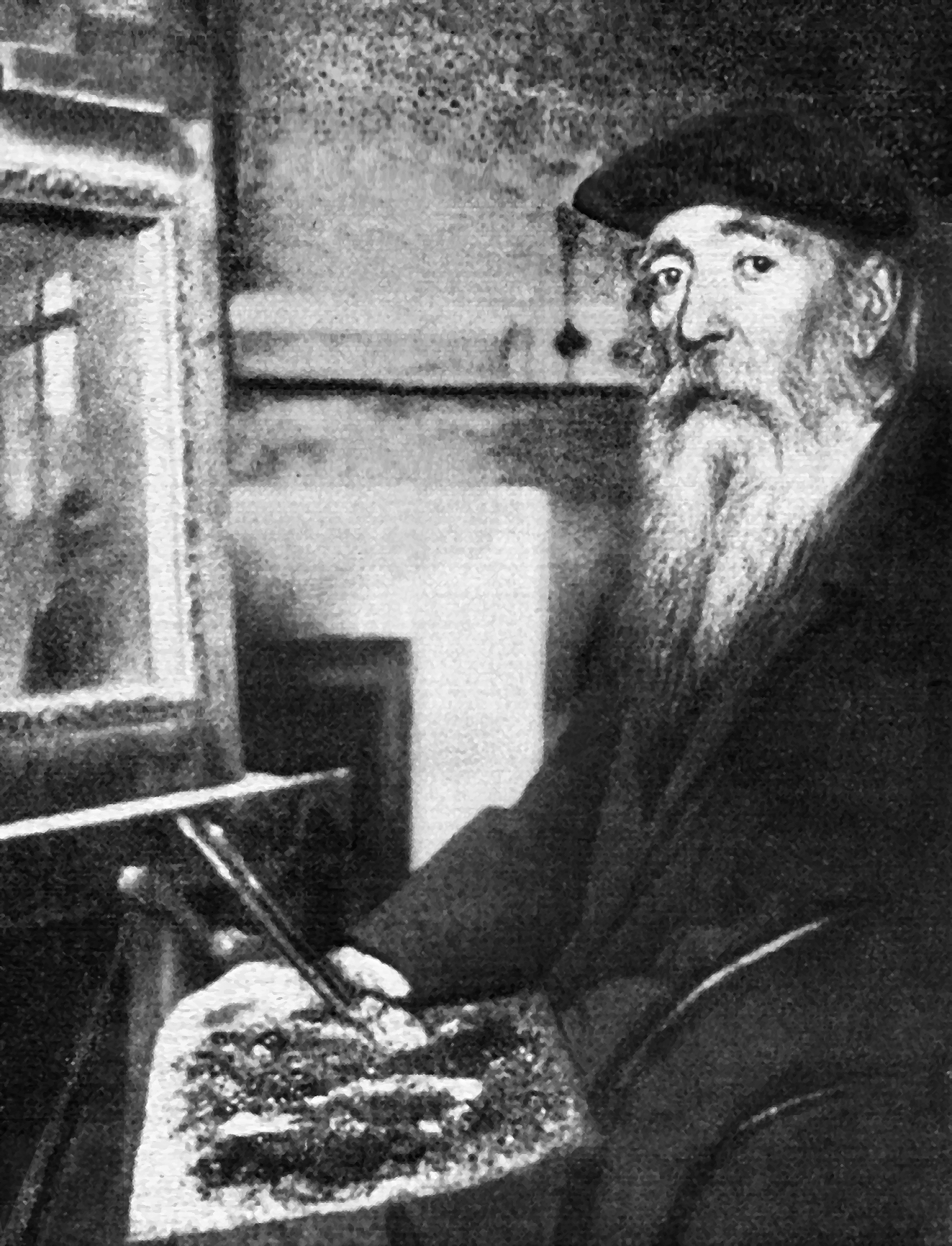
Léonard Jarraud (um 1920)

Léonard Jarraud (* 24. Februar 1848 in La Couronne; † 3. August 1926 ebenda) war ein französischer Maler des ausgehenden 19. und beginnenden 20. Jahrhunderts. Viele seiner Werke befinden sich im Musée d’Angoulême in seiner Heimat, der Charente.

## Biografie
Im Alter von 18 Jahren ging Léonard Jarraud an die École des Beaux-Arts in Paris. Er fand Kontakt zu Jean-Léon Gérôme, zum Historienmaler Lavigne oder dem Bildhauer Laville, doch blieben seine jahrelangen Bemühungen um Anerkennung und ein Rom-Stipendium (Prix de Rome) ohne Erfolg. Manchmal brach er zu kurzen Reisen ans Meer oder zu Ausflügen in die ländliche Umgebung auf. Doch immer häufiger wandte er der europäischen Kunstmetropole den Rücken und kehrte in seine Heimat in der Charente zurück, wo er auf andere Maler traf, mit denen zusammen er im Jahre 1885 eine Ausstellung (Exposition Charentaise des Beaux-Arts) veranstaltete. Seit dem Jahre 1889 lebte er – von wenigen Kurzaufenthalten in Paris abgesehen – in ärmlichen Verhältnissen im Hause seiner Mutter in La Couronne. Diese starb im Jahr 1910 und so verbrachte er die letzten Jahre seines Lebens unverheiratet und kinderlos.

## Späte Anerkennung
Im Jahr 1891 schickte Léonard Jarraud fünf Gemälde (vier Porträts und eine Landschaft) zum ersten Salon du Champ de Mars nach Paris; diese wurden von den Kritikern (darunter auch Pierre Puvis de Chavannes) lobend aufgenommen. Auch an der Ausstellung im Folgejahr nahm er teil und erhielt erneut die Anerkennung der Kunstkritik; persönlich war er jedoch nicht anwesend. Diese – zum Teil selbstgewählte – Abstinenz vom zeitgenössischen Kunstbetrieb ließ ihn bald wieder in die Vergessenheit zurückfallen.

## Werk

### Themen
Das aus vielen Kleinformaten bestehende Werk Léonard Jarrauds ist geprägt von einem hohen Maß an Realismus, der an Gustave Courbet oder Jean-François Millet erinnert und sich sowohl in seinen Porträts als auch in den Landschaftsgemälden, Stillleben und Genrebildern wiederfindet – monumentale Historienbilder sowie biblische oder mythologische Themen sind von ihm nicht bekannt.

### Stil
Die Farbpalette Léonard Jarrauds besteht nahezu ausschließlich aus Mischtönen; starke Lokalfarben entsprechen nicht seiner Malweise. Seine Pinselführung ist weich und fließend unter völligem Verzicht auf harte Linien und andere zeichnerische Elemente; dies verleiht seinen Bildern ansatzweise impressionistische Züge. Auch das Spiel von Licht und Schatten spielt in seiner Malerei eine nicht unwesentliche Rolle – allerdings nicht in hellen sonnendurchfluteten Landschaften, sondern eher als gedämpftes Zwielicht. Von den kunsthistorischen Neuerungen seiner Zeit (Kubismus, Expressionismus, abstrakte Kunst etc.) blieb Léonard Jarraud unbeeinflusst; seine Malweise wurde als 'idealistischer Realismus' bezeichnet.

## Bilder

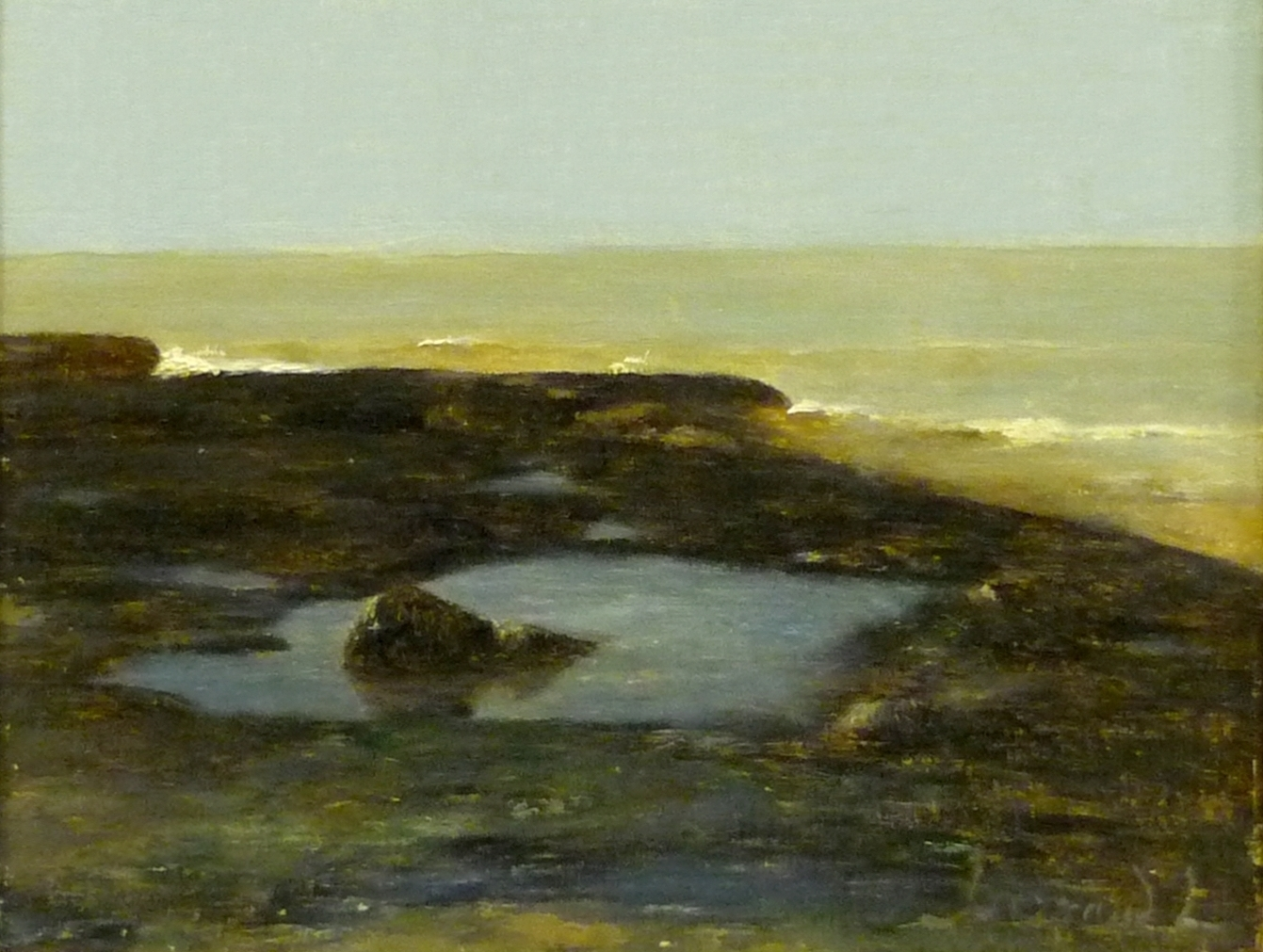
Meer bei Royan (1871)
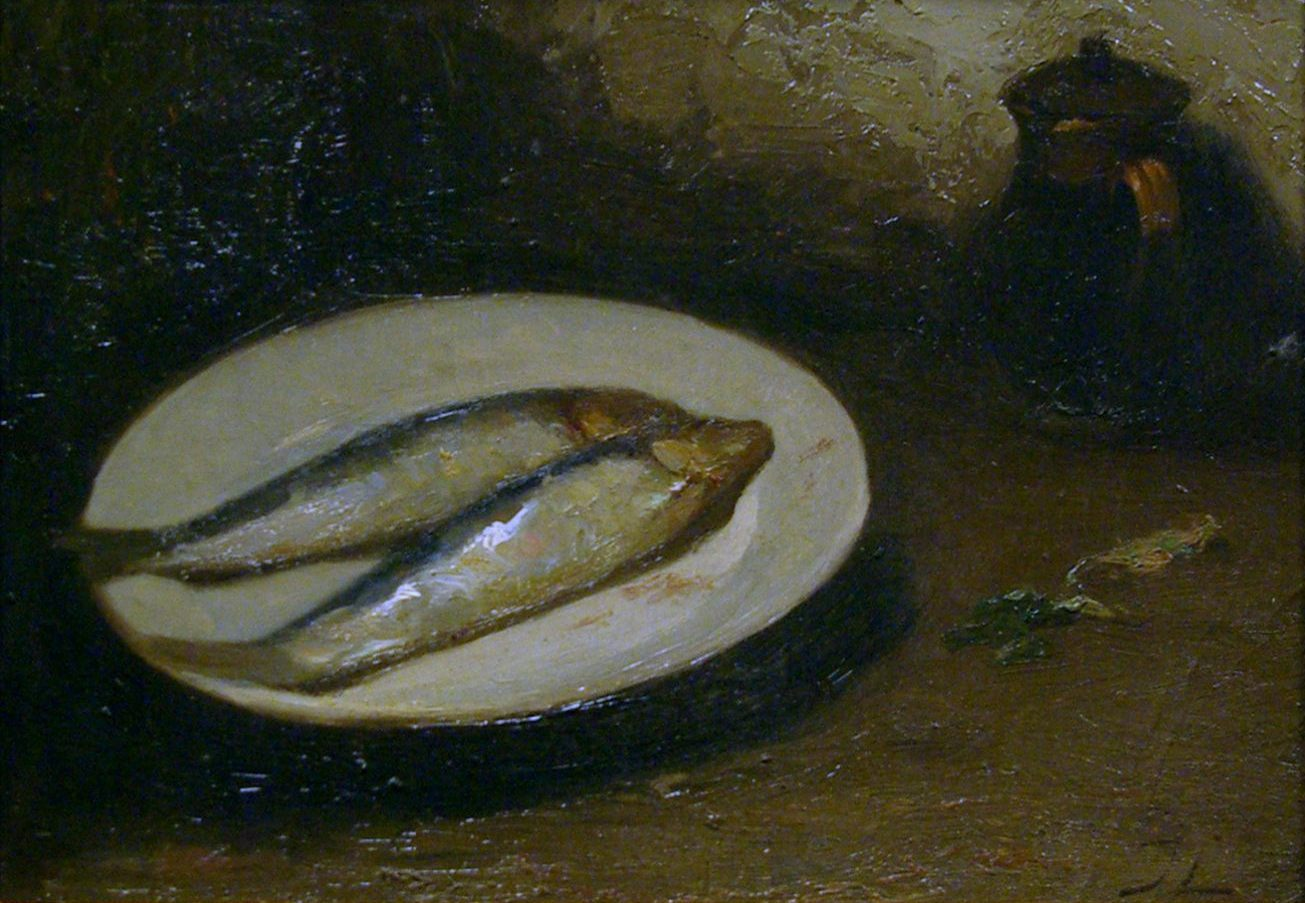
Teller mit Heringen (1871)
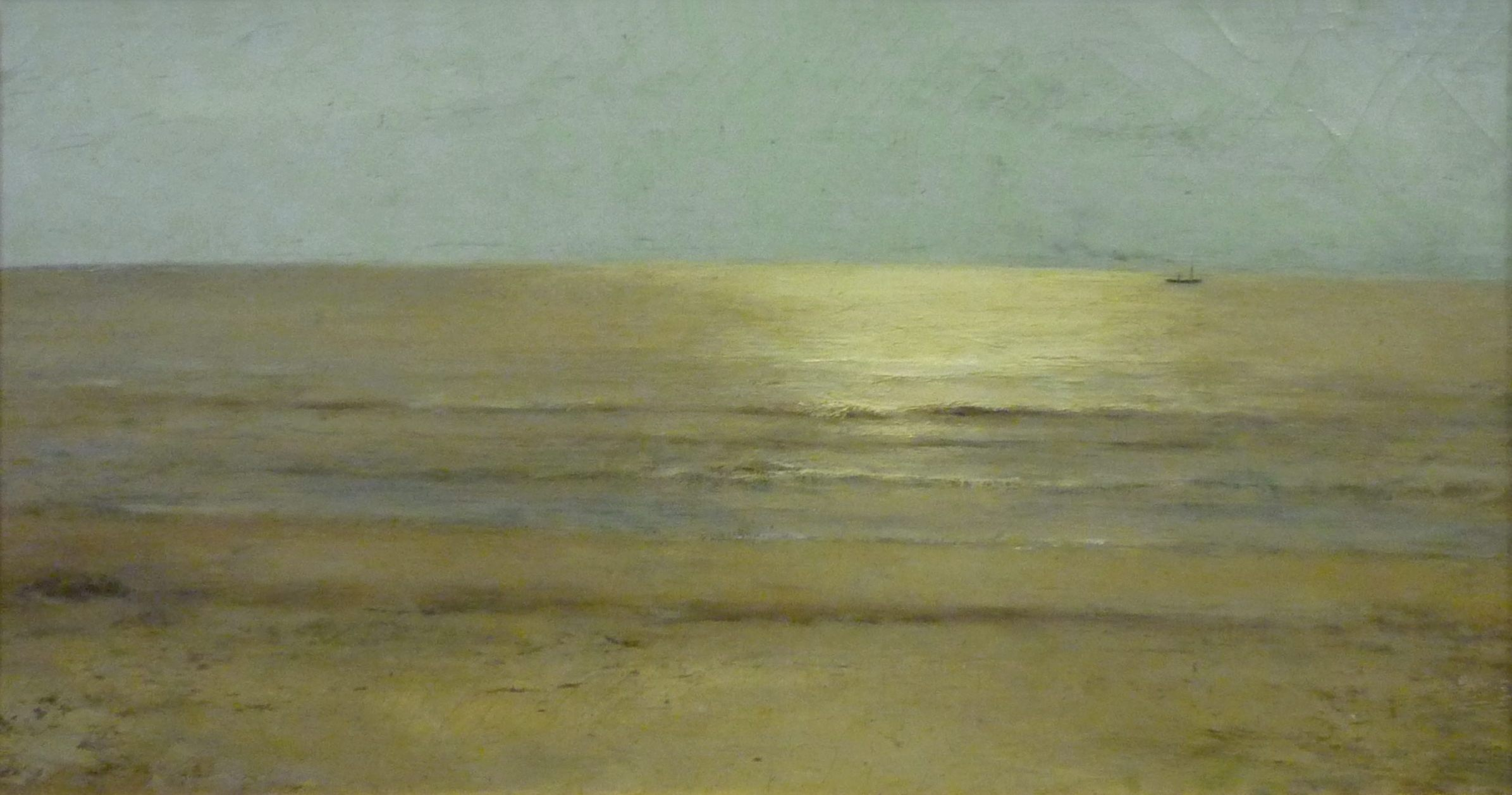
Lichtspiele auf dem Meer (um 1872)
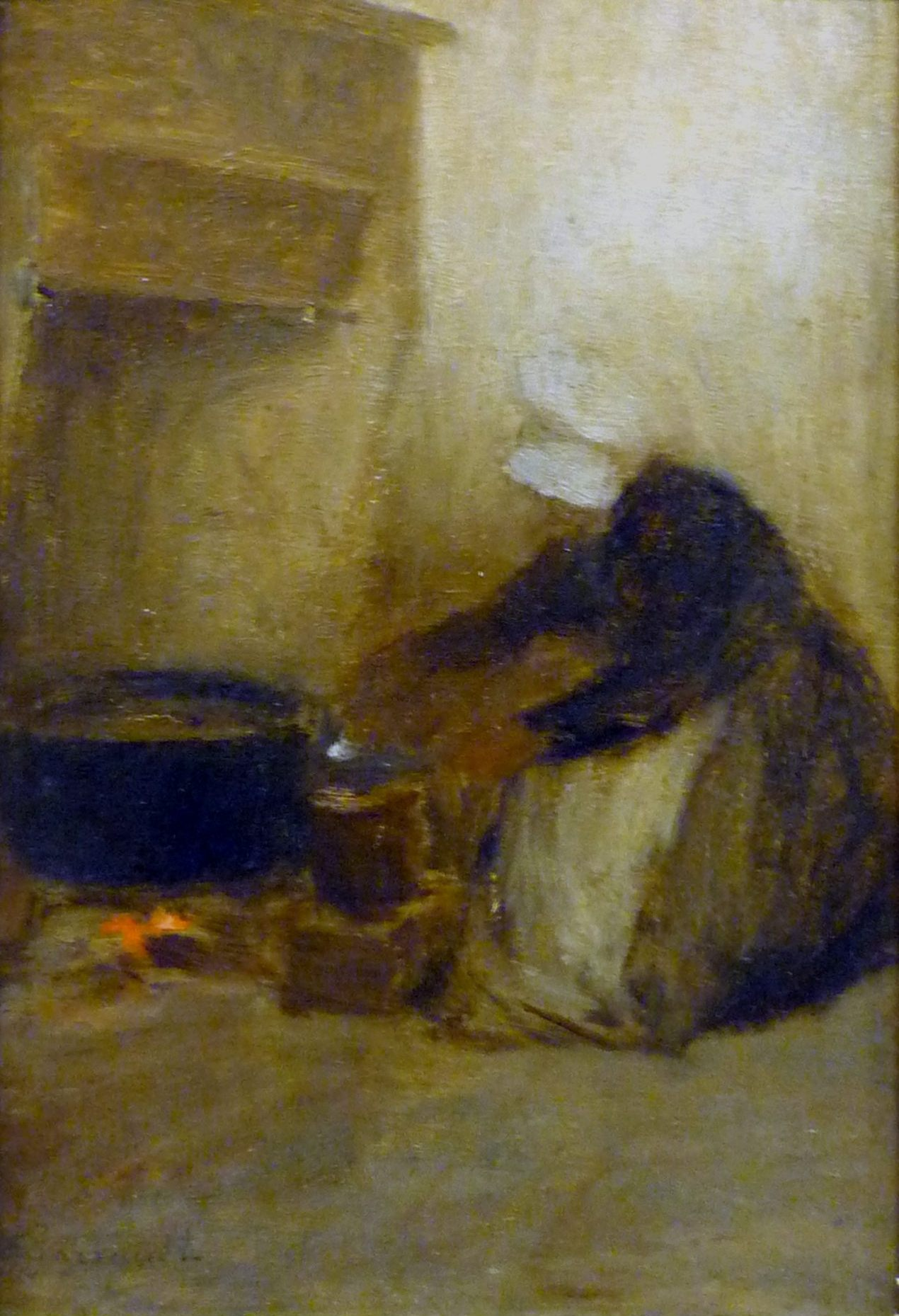
Küchenszene (1874)
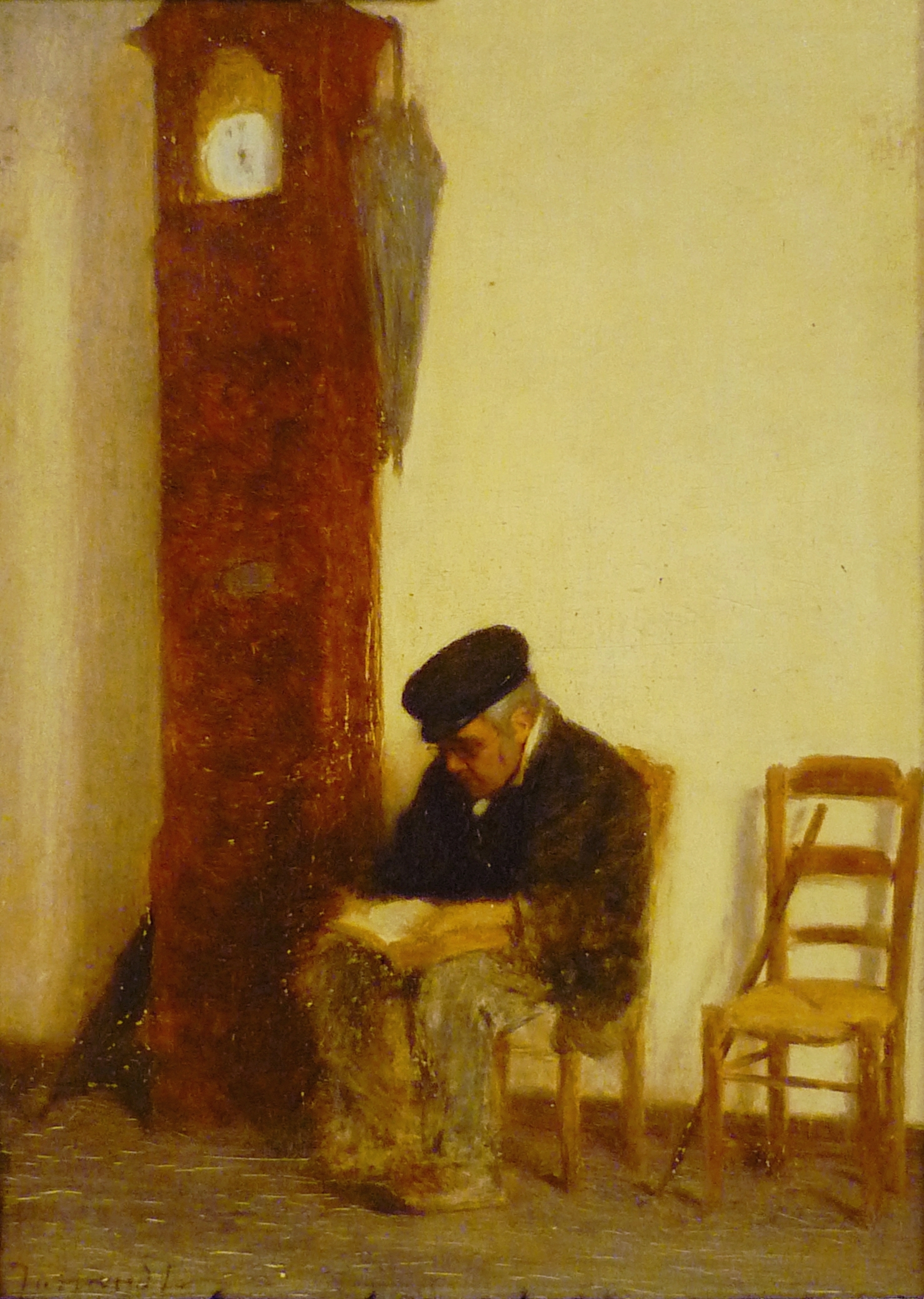
Alter Mann und Pendeluhr (1874)
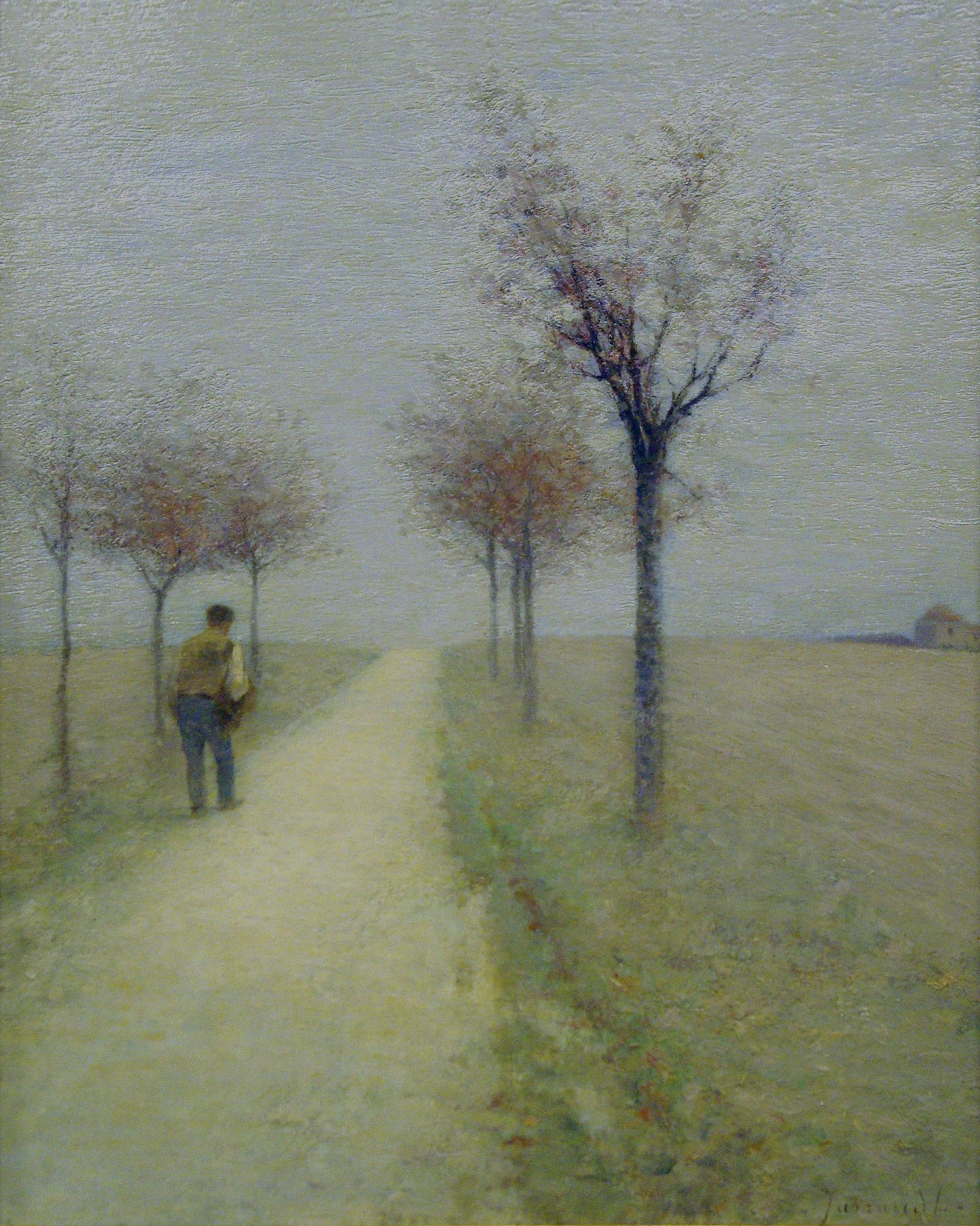
Die Straße (um 1880)
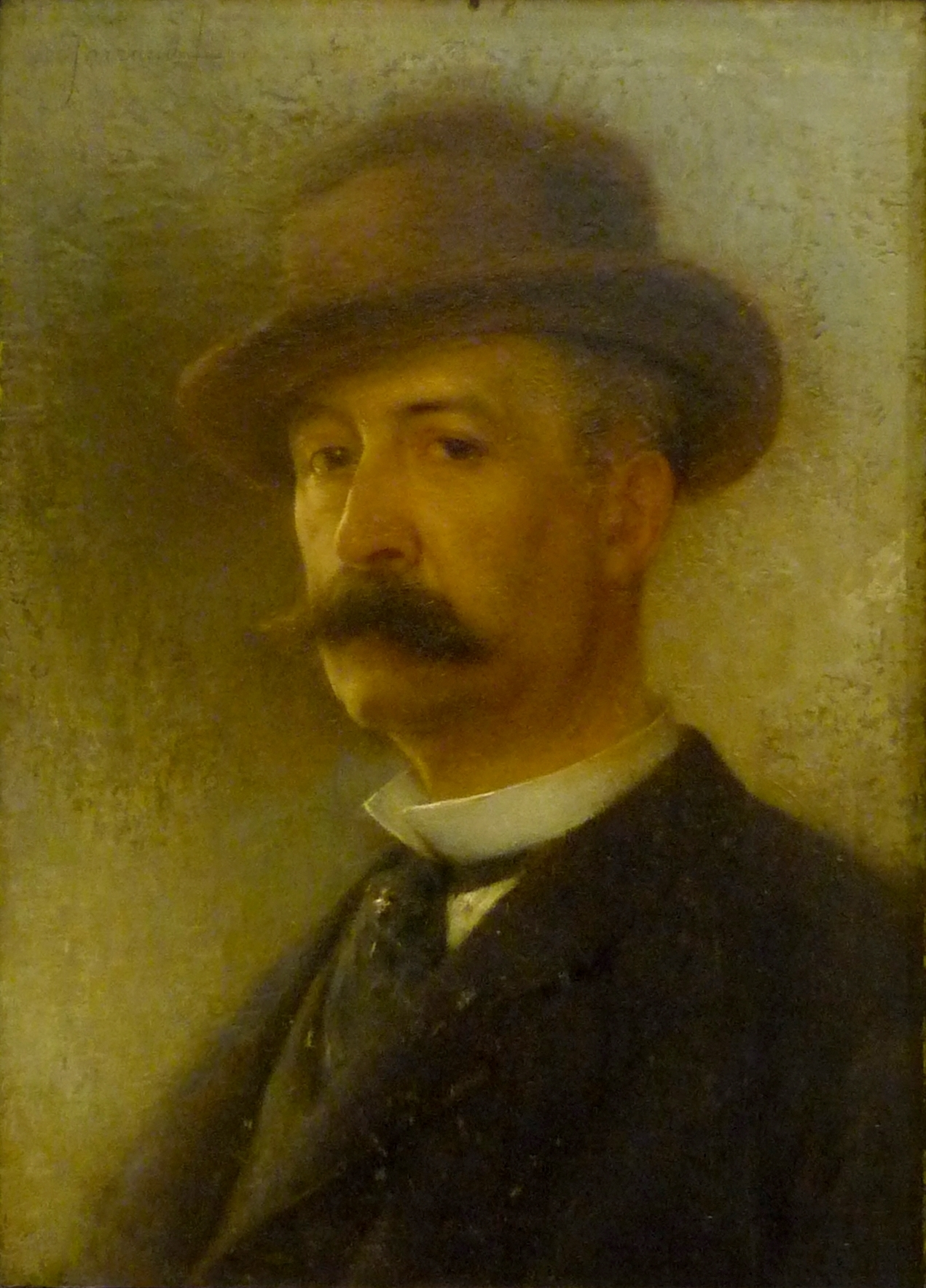
Portrait M. Donzole (1887)
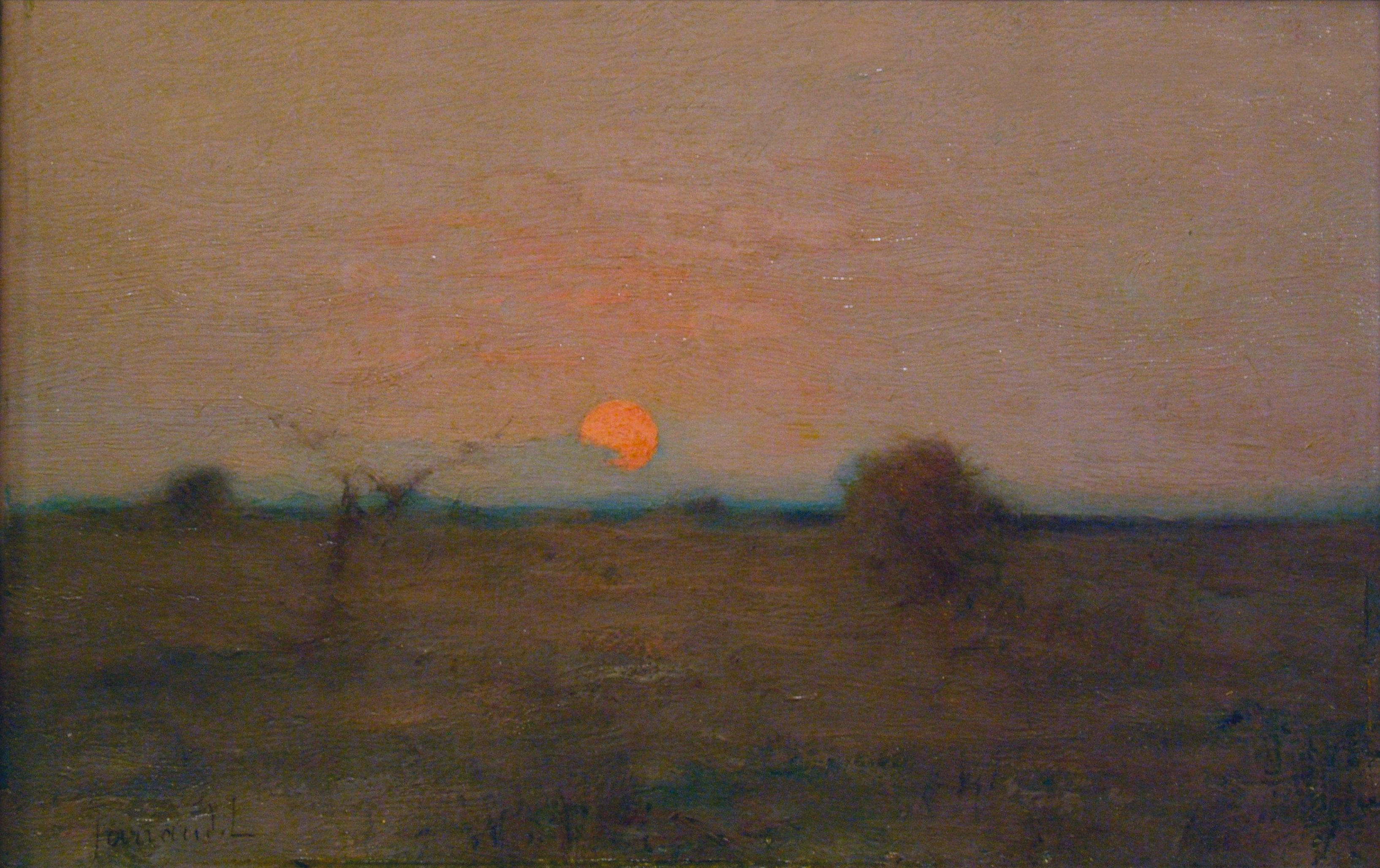
Sonnenuntergang (o. D.)